# Rhonchus
Rhonchus (altgriechisch ὁ ῥόγχος ho rhonchos, deutsch ‚das Schnarchen‘) ist ein Rasselgeräusch beim Atmen, das zumeist auf eine Verengung der Atemwege oder deren Verschleimung zurückzuführen ist. Die Geräusche sind als pfeifender Rhonchus (Giemen, Keuchatmen) und volltönender/brummender Rhonchus (Brummen) nochmals unterteilt.
- Pfeifen/Giemen (engl. wheeze): Das Pfeifen ist ein hochfrequentes Geräusch (>400 Hz), das durch hochgradige Verengungen der Atemwege durch Schleim oder Zusammenziehen von Atemwegen auftritt. Pfeifen entsteht im Alltag bei der quietschend klingenden Entleerung eines Gases aus einem Reservoir mit einem engen Auslass. Giemen ist das orchestrale Zusammenklingen von Atemluft, die behindert durch verengte kleinste Atemwege (Bronchiolen) in die großen Atemwege entweicht. Pfeifen und Giemen werden oft synonym verwendet. Das Atemgeräusch ist typisch für Chronisch obstruktive Lungenerkrankung (COPD) und Asthma bronchiale.
- Brummen (engl. rhonchi) ist ein niederfrequentes Geräusch (<200 Hz), das durch unregelmäßige, wechselnde Beläge und flottierende Schleimfäden in den großen Atemwegen entsteht. Bläst man zwischen zwei nahe zusammengehaltene Blätter Papier, entsteht ein brummender Ton, der mit dem Versiegen des Atemstromes verstummt.

Historisch wurden die Rasselgeräusche in die trockenen Arten (rhonchi sicci) schnurrend (rhonchus sonorus), pfeifend (rhonchus sibilans) und giemend sowie in die feuchten Arten (rhonchi humidi) Schleimrasseln (rhonchus mucosus), mittelfeuchtes Knattern und Knisterrasseln unterteilt.

## Sonstiges
Als Rasselatmung (auch Präfinales Rasseln oder Todesrasseln) werden Atemgeräusche kurz vor dem Tod bezeichnet, die ebenfalls durch nicht abgehusteten Schleim verursacht werden.